# Thesium bangweolense
Thesium bangweolense är en sandelträdsväxtart som beskrevs av R. E. Fries. Thesium bangweolense ingår i släktet spindelörter, och familjen sandelträdsväxter. Inga underarter finns listade i Catalogue of Life.